# 이국종
이국종(李國鍾, 1969년 4월 22일~)은 대한민국의 아주대학교병원 소속 의사이자 교수이며 군무원이다. 2020년부터는 아주대학교병원 외상외과에서 더 이상 수술을 집도하지 않으며 현재 국군대전병원 병원장에 재직 중이다. 아덴만 여명 작전 당시 부상을 입은 석해균 선장을 치료한 일로 유명세를 얻었으며, 이후 2017년 판문점 조선인민군 병사 귀순 총격 사건에서 귀순자를 치료한 일과 대한민국 전국 각 지역에 권역외상센터(중증외상센터)가 설치되는데 공헌을 한 인물로 잘 알려져 있다. 세종대왕과 소헌왕후의 5남 광평대군의 먼 후손이다.

## 생애 및 경력
이국종 교수의 아버지 이범홍 선생은 한국 전쟁 당시 한쪽 눈을 잃고 팔다리를 다친 장애 2급 국가유공자였으며 그의 집안은 항상 가난했다. 그는 친구들이 ‘병신의 아들’이라 놀리는 게 두려워 중학교 때까지 아무에게도 국가 유공자의 가족이란 사실을 알리지 않았다. 한 번은 어머니와 동사무소에서 참전용사에게 지급하는 밀가루를 이고 오다 떨어뜨려 땀을 뻘뻘 흘리며 밀가루를 주워 담았다. 한밤중에 사람들 눈을 피해 서두르려다 발을 헛뎠기 때문이다. 가끔 술을 마신 아버지는 그에게 “미안하다”는 말만 반복했다.
중학교 때 그는 축농증을 심하게 앓은 적이 있다. 그는 치료를 받으려고 병원을 찾았지만 국가 유공자 의료복지카드를 내밀자 간호사들의 싸늘한 반응과 함께 다른 병원에 가보라는 말을 들었고 몇몇 병원을 갔지만 문전박대를 당했다. 이런 일들을 겪으며 그는 이 사회가 장애인과 그 가족들에게 얼마나 차갑고 비정한 곳인지 잘 알게 되었다고 한다. 또, 그럴 때마다 ‘내가 어른이 되면 아픈 사람에겐 함부로 대하지 말아야지’ 하고 생각했다. 그렇게 병원을 전전하던 중 외과의사 이학산 이 그가 내민 카드를 보고는 “아버지가 자랑스럽겠구나”라고 말하며 진료비도 받지 않고 정성껏 그를 치료해 주었다. 그리고 “열심히 공부해서 꼭 훌륭한 사람이 되어라”고 격려해 주었다. 하얀 가운을 입은 외과 의사 선생님, 이학산 선생은 그를 비롯해 형편이 어려운 사람들에게 거의 돈을 받지 않고 치료를 해주었고, 사람 가리지 않고 성심 성의껏 치료해주는 모습이 참 멋있게 느껴졌다고 한다. 그렇게 그는 의대에 가게되었다.
1988년 아주대학교 의과대학에 입학하고 1995년에 아주대학교 의과대학에서 학사학위를 취득했다. 의대를 마치고 난 후 그의 집안 형편은 더욱 어려워졌다. 그는 더 이상 의사의 길을 갈 수 없겠다는 생각이 들어 학교에 제적 신청을 하고 2주 뒤 해군 갑판병으로 입대했고 국가 유공자 아들이라 병역 감면 혜택을 받았다. 6개월 간의 훈련을 마친 뒤 해군 일병으로 전역했다. 그의 상사와 동료들은 그가 의사의 길을 계속 걸을 수 있도록 뱃사람의 정신을 강조하며 “뱃사람은 어떤 큰 파도도 헤쳐 나가며 임무를 수행해야 한다”고, “소금기와 기름때에 찌든 군복은 값진 것”이라며 아무리 어려운 상황이라 해도 학업을 계속 이어가길 권유했다. 이로인해 그 6개월간의 해군 생활이 그로 하여금 다시 의사의 길을 걷게 하는 중요한 계기가 되었다고 한다.
전역 이후 병원으로 돌아와 2001년까지 외과에서 간·담도·췌장 외과를 전공했다. 석·박사 논문도 대량 간 절제에 관해 써 2002년 아주대학교 대학원에서 의학 박사학위를 취득했다. 그러다 2002년 연구강사 시절, 병원 응급실에서 외상 환자를 전담으로 치료할 의사를 찾는다는 것을 듣고, 얼마 뒤 교직 발령을 받았으며 같은 의사들끼리도 꺼리는 응급실을 의사로서의 대단한 포부나 사명감을 가지고 간 게 아닌 거의 떠밀리다시피 가게 되었다.
처음 외상센터에 발령받고 다음 해 2003년 미국 캘리포니아 대학교 샌디에이고 병원 외상센터 단기연수를 거쳤다. 그는 지도 교수였던 미군 예비역 해군의 대령 출신 외과의사인 Bruce Potenza 교수를 만나 외상환자 치료의 필요성과 중요성에 대해 들었다. 또, 중증외상환자를 치료하는 시스템의 세계 표준이 어떤 식으로 이뤄지는지도 알게 되었으며 이 일을 계기로 2003년부터 지금까지 주한미군 중증외상센터 치료를 전담하고 있다.
2004년부터 2008년까지 아주대학교 의과대학 외상외과 조교수를 맡았으며 2007년부터 2008년까지 영국 로열 런던 병원 외상센터 연수 후 2009년부터 2013년까지 아주대 외과학교실 및 응급의학교실 부교수로 재직했다.
2013년부터는 외과학교실 및 응급의학교실의 교수로 재직중이며, 2010년부터 아주대학교 권역외상센터장 및 외상외과장을 겸임하고 있다. 현재 대한민국 내에서 복합중증외상치료의 권위자로 알려져 있다.
2011년 1월 아덴만 여명 작전 당시 심각한 부상을 당한 석해균 선장을 오만에서 수술한 바가 있다. 그리고 2017년 11월 판문점 조선인민군 병사 귀순 총격 사건 당시 귀순한 조선인민군 병사의 수술을 집도 했다.
명예역 대위 이후 명예역 소령을 거쳐 명예역 중령으로 진급했다. 명예역이지만 해당 보직은 군의관이다. 
2018년 『골든아워』라는 제목의 에세이 책을 냈다. 2018부터 2020년까지 아주대학교의료원 외상연구소장을 맡았다.
2023년 12월 27일 국군대전병원 병원장에 임명되었다. 그리고 명예해군 대령으로 진급하였다.

## 학력
- 명덕고등학교 졸업
- 아주대학교 의학 학사
- 아주대학교 대학원 의학 석사
- 아주대학교 대학원 의학 박사[16]

## 상훈
- 2009년 백악관 감사장
- 2010년 백악관 감사장
- 2010년 보건복지부 장관 표창
- 2011년 대한민국 국민포장
- 2012년 제22회 여의대상 길봉사상
- 2017년 제11회 포니정 혁신상
- 2018년 대한적십지사 박애장 금장
- 2019년 국민훈장 무궁화장

## 대중 매체

### 창작물
- 이성민 《골든타임》 - 2012년작 MBC 드라마
- 한석규 《낭만닥터 김사부 시리즈》 - 2016년작 SBS 드라마
- 주지훈 《중증외상센터》 - 2025년작 넷플릭스 드라마

## 저서
- 《골든아워 1 (생과 사의 경계, 중증외상센터의 기록 2002~2013)》(흐름출판) 2018년 10월 ISBN 9788965962823
- 《골든아워 2 (생과 사의 경계, 중증외상센터의 기록 2013~2018)》(흐름출판) 2018년 10월 ISBN 9788965962830